# Вилинов, Вадим Евгеньевич
Вадим Евгеньевич Вилинов (род. 1 октября 1969, Ростов-на-Дону) — российский музыкант, дирижёр, педагог.

## Биография
Вадим Вилинов окончил в 1988 году Ростовское училище искусств. В 1993 году окончил Саратовскую государственную консерваторию им. Л. Собинова по классу трубы (класс А. Д. Селянина) и по дирижированию (класс М. А. Аннамамедова). Там же окончил ассистентуру-стажировку по специальности «оркестровое дирижирование». Дирижировал концертным оркестром «Волга-бенд» Саратовской филармонии.
С 1998 по 2002 год работал главным специалистом отдела искусств Министерства культуры Ростовской области.
В 2001 году возглавил Государственный концертный оркестр духовых инструментов им. В. Н. Еждика. Под его руководством оркестр стал Лауреатом международного фестиваля Mid Europe в Австрии.
С 2002 года преподаёт оркестровый класс и дирижирование в Ростовской государственной консерватории им. С. Рахманинова. С 2004 года — доцент. В 2006 году прошёл стажировку на курсах дирижёрского мастерства в Англии.
Регулярно дирижировал концертами Академического симфонического оркестра Ростовской филармонии, а также концертами созданного им камерного оркестра «Симфония». Является приглашённым дирижёром оркестра Кливлендского университета США, Саратовской филармонии, филармонии Сургута, Курской филармонии. Сотрудничал в качестве дирижёра с оркестром духовых инструментов «Сургут Экспресс-Бэнд».
В 2011—2012 годах был художественным руководителем и главным дирижёром Ростовского академического симфонического оркестра.